# Florin Cioabă

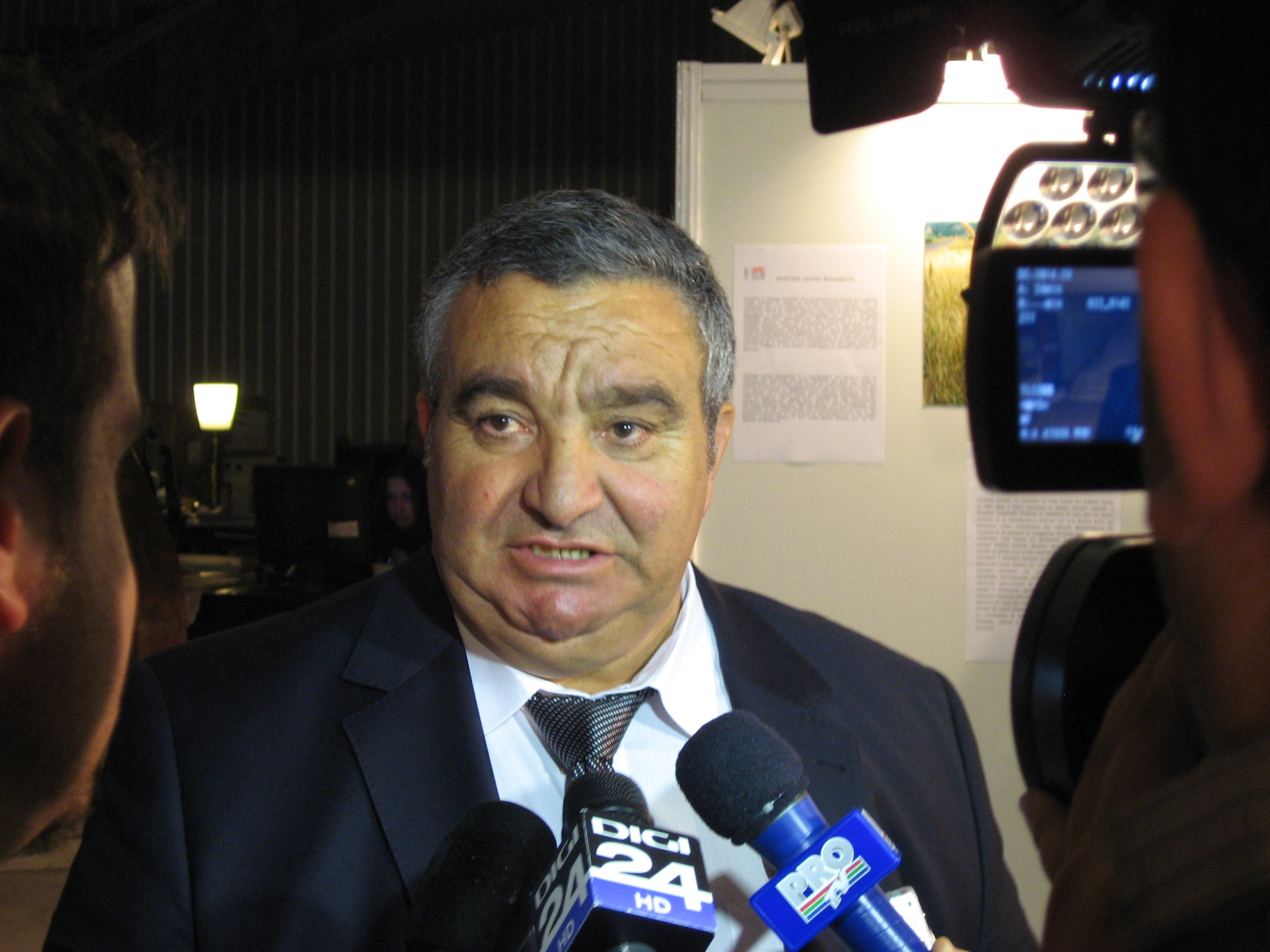
Florin Cioaba, beim Astra Film Festival 2012 in Hermannstadt

Florin Tănase Cioabă (* 17. November 1954 in Târgu Cărbunești, Kreis Gorj, Rumänien; † 18. August 2013 in Antalya, Türkei) war ein rumänischer Vertreter der Volksgruppe der Roma. Er war Pastor seiner eigenen Pfingstkirchenkongregation, selbsternannter „Internationaler König der Roma“ und zuletzt Präsident der International Roma Union.

## Leben
Florin Cioabă wurde 1954 in der im Süden des Landes gelegenen Kleinstadt Târgu Cărbunești in der Walachei geboren. 1962 übersiedelte die Familie nach Siebenbürgen und ließ sich in Hermannstadt nieder, im damals hauptsächlich von Landlern und Siebenbürger Sachsen bewohnten Stadtteil Neppendorf, da sie sich in dieser multiethnischen Umgebung bessere Lebensbedingungen erhofften. Sein Vater Ion Cioabă war der „Bulibascha“ genannte Anführer dieses Roma-Clans aus der Gruppe der Kalderasch und entwickelte sich im Laufe der Zeit zu einem unter den Roma des Landes angesehenen Fürsprecher. Florin wurde im Alter von nur 14 Jahren in einer arrangierten Ehe mit seiner Frau Marica verheiratet. Nach der Revolution machte die Familie gute Geschäfte mit Altmetall bei der Demontage der veralteten kommunistischen Industrieanlagen. Durch den neuen Wohlstand motiviert, erklärte sich 1992 der Vater Ion Cioabă selbst zum König der Roma und berief sich darauf, dass seine Familie schon seit dem 19. Jahrhundert zu den führenden Bulibaschas der Region gehörte. Als der Vater im Jahr 1997 starb, übernahm Florin Cioabă dieses Amt. Der selbstverliehene Königstitel und das pompöse öffentliche Auftreten, unter anderem mit goldener Krone und Zepter, sorgte für reges Interesse der Medien. Florin Cioabă wurde immer wieder sowohl von rumänischen als auch von ausländischen Fernsehteams aufgesucht und interviewt, wenn Romathemen auf der tagespolitischen Agenda standen. Er verstand es geschickt, sich diese mediale Aufmerksamkeit zu Nutze zu machen und sich als landesweit bekannter Fürsprecher der Roma zu präsentieren und gewann damit bei der eigenen Volksgruppe immer mehr an Respekt und Zustimmung. In den Jahren 1996 bis 2000 war Cioabă als Abgeordneter im Kreisrat Hermannstadts vertreten. Im Jahr 2000 kandidierte er für die Kleinpartei Centrului Creștin al Romilor (Christliches Zentrum der Roma) für das Amt des Bürgermeisters von Hermannstadt, verlor die Wahl aber gegen den Kandidaten der deutschen Minderheit Klaus Johannis. Im Jahr 2008 kandidierte er noch einmal bei den Lokalwahlen für die Partei Alianța pentru Unitatea țiganilor (Allianz für die Einheit der Zigeuner), konnte aber kein Mandat erzielen.
In den ersten Jahren seiner „Regentschaft“ sorgte Florin Cioabă immer wieder für Skandale, vor allem durch den Streit mit seinem Rivalen Iulian Rădulescu, einem ebenfalls in Hermannstadt ansässigen Bulibascha der Kalderasch, der sich selbst zum Kaiser der Roma ausgerufen hatte. Über den Konflikt zwischen beiden wurde immer wieder in den rumänischen Medien berichtet. Neben persönlichen Animositäten zwischen den sogar entfernt verwandten Kontrahenten, spielte dabei eine Rolle, dass der Clan um die Familie Cioabă zur Freikirche der Pfingstler übergetreten war und eine eigene Kirche errichtet hatte, während der Clan um den Kaiser Rădulescu bei der traditionellen rumänisch-orthodoxen Konfession geblieben war. Für großes Aufsehen sorgte 2003 die kirchliche Heirat seiner Tochter Ana Maria Cioabă, die mit nur 12 Jahren in einem großen öffentlichen Zeremoniell mit dem 15-jährigen Mihai Birita verheiratet wurde. Zeitungen im In- und Ausland berichteten darüber und der Vorfall löste eine heftige Debatte über Kinderehen unter den rumänischen Roma aus und wie der Staat darauf regieren soll. Die damalige Berichterstatterin des EU-Parlaments für Rumänien Emma Harriet Nicholson brachte den Fall bis zum Europarat, der Rumänien rügte, solche Verheiratungen von Minderjährigen zuzulassen. Später wollte er auch seinen Sohn Dorin zwangsverheiraten. Dieser widersetzte sich aber dem Willen des Vaters und ging für mehrere Jahre nach Spanien. Florin Cioabă zog seine Lehren aus den beiden Vorfällen und distanzierte sich von seinem damaligen Verhalten, seine Tochter so jung in die Ehe gedrängt zu haben und sprach sich öffentlich dafür aus, dass die Roma einige ihrer Traditionen der modernen Zeit anpassen sollten und vor allem auf die Verheiratung von Minderjährigen verzichten sollten. Einfluss auf diesen Meinungsumschwung hatte auch seine Schwester Luminița Cioabă, die als eine der ersten Roma-Schriftstellerinnen bekannt wurde und sich für die Rechte von Frauen bei den Roma einsetzt.
Anerkennung außerhalb seiner Clans verschaffte er sich vor allem, indem er erfolgreich Verhandlungen mit der rumänischen Regierung und der Bundesrepublik Deutschland über Entschädigungszahlungen für die während des Zweiten Weltkriegs erlittene Verfolgung unter der mit Hitler verbündeten Antonescu-Regierung. Um über dieses in der rumänischen Öffentlichkeit vernachlässigte Kapitel der Geschichte zu informieren, ließ er auch auf eigene Kosten einen Dokumentarfilm produzieren, der die Deportation seines Clans nach Transnistrien erzählte. Dieser Film mit dem Titel Adevărul despre Holocaust (Wahrheit über den Holocaust) wurde 2012 am Astra-Filmfestival in Hermannstadt präsentiert.
Im Jahr 2008 richtete er sich mit einem Schreiben an die Regierung Indiens, mit der Bitte den indischen Ursprung der Roma offiziell anzuerkennen und als eine Art Schutzmacht aufzutreten, ähnlich wie Ungarn dies für die ungarische Minderheit in Rumänien tut, oder Deutschland für die deutsche Minderheit.
International für Aufmerksamkeit sorgte er, als er 2009 öffentlich den französischen Präsidenten Nicolas Sarkozy kritisierte, der rumänische Roma ohne gültige Aufenthaltspapiere aus Frankreich zurück in ihr Heimatland abschieben ließ. In diesem Zusammenhang wurde Cioabă sowohl von ARD-Fernsehteams interviewt, wie auch für eine Dokumentarfilmproduktion des Fernsehsenders ARTE.
Im April 2013 fand in Hermannstadt der Kongress der Internationalen Roma-Organisation (IRU) statt, bei der Florin Cioabă für eine Amtszeit von vier Jahren zu deren Präsident gewählt wurde und die bekannte mazedonische Romasängerin Esma Redžepova zur Vizepräsidentin. Wenige Monate später erlitt Cioabă, der schon länger mit Herzproblemen kämpfte, auf einer Urlaubsreise im türkischen Antalya einen schweren Herzinfarkt. Einen Monat später verstarb er in der Universitätsklinik von Antalya. Mit einer Sondermaschine wurde sein Leichnam zurück nach Neppendorf geflogen und in einem großen Trauerzug im Familien-Mausoleum am städtischen Friedhof von Hermannstadt beigesetzt. Zum Begräbnis kam auch der rumänische Staatspräsident Traian Băsescu, den eine langjährige Freundschaft mit der Familie Cioabă verbindet.
Seinen Titel als König der Roma und die Funktion als Bulibascha seines Clans übernahm der aus Spanien zurückgekehrte und mit der Familie wieder versöhnte Sohn Dorin Cioabă.